# Kaoru Mori
Kaoru Mori (森 薫 Mori Kaoru?, Nascida 18 setembro, 1978) é uma mangaká japonesa de Tóquio. Ela é a criadora de mangás populares como "Emma" e "Otoyomegatari", todos Seinens. Mori não só é famosa pela sua narrativa e arte, mas também pela sua atenção aos detalhes e capítulos voltados para a cultura e costumes estrangeiros. Ela também escreveu doujinshis sob o pseudônimo de Fumio Agata (県 文 绪?).
Vários de seus trabalhos são ambientados na Grã-Bretanha, centrado em empregadas domésticas inglesas típicas das Eras Vitoriana e Eduardiana (maids).
Ela é uma pessoa tímida e evita fazer aparições públicas ou dar entrevistas pessoalmente, mas sempre lança "omake manga", prefácios em quadrinho, no final de seus volumes, onde conversa com o público e agradece as cartas. Cartas essas presentes em todos os seus volumes, uma espécie de formulário ao final para enviar sua opinião e fazer comentários para a autora.
Atualmente tem publicado a série "Otoyomegatari" e esporadicamente publica "Shirley Medison" na revista Harta. Atualmente é uma das autoras mais famosas, se não a mais, da Enterbrain.

## Trabalhos
Mori começou a desenhar e lançar capítulos em caráter amador. Nessa época fez algumas histórias que podem ser encontradas em seu livro "Shirley".
Em 2002, fez um contrato com a empresa Enterbrain para publicar "Emma" na revista Comic Beam. Este foi se primeiro mangá profissional. "Emma" conquistou muita atenção e chegou a ser adaptado para anime em 2005, com uma nova temporada no ano seguinte. Na história, Emma é uma maid vitoriana que luta contra o sistema de castas da época na Inglaterra para ficar com seu verdadeiro amor.
Durante a publicação de "Emma", em 2003 a autora organizou e lançou uma coletânea de um volume com capítulos e histórias que fez antes de se tornar profissional. O volume que foi chamado de "Shirley", possui 5 capítulos da história "Shirley" e mais duas histórias separadas sobre outras maids, Nelly e Mary. Ao contrário de Emma, Shirley é uma maid da Era Eduardiana e é mais focado na vida de Cranley (Cranry) uma nobre solteira que luta contra a família para ter seu próprio negócio e sua própria vida sem uma presença masculina.
Ainda durante a publicação de "Emma" a autora trabalhou em diversas pequenas histórias que foram lançadas em diversos especiais da revista Fellows!. Mais tarde, em 2012, quase todas essas contribuições e vários extras sobre suas outras publicações foram copiladas na antologia "Mori Kaoru Shuuishuu - Anything and Something".
A série Emma foi finalizada em 2006 com 7 volumes, mas foi imediatamente seguido de uma porção de pequenas histórias sobre o passado e futuro de vários personagens menores, totalizando 10 volumes, sendo os 3 últimos também chamados de "Emma Bangaihen" (Emma edição extra).
Além disso, "Emma" gerou diversos outros livros: de 2005 a 2006 foram lançados três guias sobre o anime, "Emma Animation Guide", em 2003 um guia da Era Vitoriana usando a história de "Emma", "Emma Victorian Guide", em parceria com Muramaki Rico e em 2005 a série foi adaptada para novel, "Shousetsu Emma", por Kumi Saori, totalizando 2 volumes.
Durante a produção de "Emma Bengaihen" a autora voltou a publicar histórias sobre Shirley, agora com o título "Shirley Medison", mas com uma periodicidade bem espaçada. Os primeiros dois capítulos goram lançados na Comic Beam Fellow! em 2006, seguido de mais 2 na Fellows! em 2010, ainda mais 2 em 2013 e um em maio de 2014 na Harta. Esta obra nunca foi encadernada.
Em 2008, com a conclusão definitiva de "Emma", a autora passou a serializar a história "Otoyomegatari" na revista Fellows!, dessa vez ambientado na Ásia Central e seus casamentos arranjados. Em 2013 a história foi realocada para a revista Harta, onde ainda é publicado até hoje, com 6 volumes no momento.
A autora ainda participa dos especiais da Fellows!, sua contribuição mais recente foi "Gazelle" na Silent Fellows! lançada em agosto de 2012 na Fellows!.

### Obras Importantes
- (2002-2006) Emma (5 volumes, 52 capítulos)
- (2006-2008) Emma Bangaihen (3 volumes, 20 capítulos)
- (2003) Shirley (1 volume, 5 capítulos + extras): Inclui "Mary Banks" e "Boku to Nelly to Aru Hi no Gogo".
- (2006+) Shirley Medison (7 capítulos, ainda em produção)
- (2008+) Otoyomegatari (乙嫁語り) (6 volumes, ainda em produção)

### Antologias
- (2012)  Mori Kaoru Shuuishuu - Anything and Something: Inclui Oyashiki e Youkoso Danna-sama!, Mieru you ni Natte Koto, Burrow Gentlemen's Club, Baggy-chan, Mukashi Katta Mizugi, Claire-san no Nichijou Chahanji, Cover Story, Maudlin Baker, Fellows to Watashi, Sumire no Hana (em conjunto com Satoshi Fukushima), dentre outros.

### Outros
- (2003) Emma Victorian Guide (1 volume): Em parceria com Muramaki Rico. Inclui omake e yomikiri de Emma.
- (2005) Shousetsu Emma (2 volumes): História de Kumi Saori, ilustrações de Kaoru Mori.
- (2005-2006) Emma Animation Guide (3 volumes)

## Premiações
Além das diversas vezes que foi nomeada, a autora recebeu diversos prêmios no Japão e no exterior:
- Vencedora do 7º "Manga Taishou Awards" por Otoyomegatari.
- Indicada no 6º "Manga Taishou Awards" por Otoyomegatari.
- Indicada no "Eisner Award" de 2012 por Otoyomegatari.
- Vencedora do prêmio "Prix Intergénérations" em 2012 no "Angoulême" por Otoyomegatari.
- Vencedora do prêmio "Prix d'excellence" em 2005 no "Angoulême" por Emma.
- Indicada para o prêmio "Great Graphic Novels for Teens" da YALSA em 2012 por Otoyomegatari.
- Indicada no 4º "Manga Taishou Awards" por Otoyomegatari.
- Vencedora do prêmio por excelência no 9º "Japanese Media Arts Festival" por Emma.
- Indicada para o prêmio "Great Graphic Novels for Teens" da YALSA em 2017 por Emma.

## Licenciamentos e vendas pelo mundo
Embora não tenha sido lançada no Brasil ou em Portugal, seus trabalhos são muito disputados no exterior.
Na França teve as série Emma, Shirley e Otoyomegatari lançadas, com direito a versões especiais de Emma e Otoyomegatari.
Já nos Estados Unidos teve todos os volumes japoneses adaptados e lançados pela Yen Press, e no mês de lançamento é sempre listado no "New York Times Manga Best Seller".
No Japão a série também sempre aparece nos mais vendidos em todas as listagens no mês e semana de lançamentos.

## Outros dados

### Datas de publicação no Japão e ISBN

Capa japonesa do volume 1 de Emma.

#### Emma
- Volume 1: 30/08/2002, ISBN 4-7577-0972-2
- Volume 2: 24/02/2003, ISBN 4-7577-1312-6
- Volume 3: 25/11/2003, ISBN 4-7577-1642-7
- Volume 4: 26/05/2004, ISBN 4-7577-1887-X
- Volume 5: 31/03/2005, ISBN 4-7577-2168-4
- Volume 6: 31/08/2005, ISBN 4-7577-2403-9
- Volume 7: 25/05/2006, ISBN 4-7577-2787-9

- Volume 8: 26/03/2007, ISBN 978-4-7577-3449-4 e ISBN 978-4-7577-3450-0 (edição especial)
- Volume 9: 25/09/2007, ISBN 978-4-7577-3726-6
- Volume 10: 25/04/2008, ISBN 978-4-7577-4178-2

#### Otoyomegatari
- Volume 1: 15/10/2009, ISBN 978-4-04-726076-4
- Volume 2: 15/06/2010, ISBN 978-4-04-726586-8
- Volume 3: 15/06/2011, ISBN 978-4-04-727328-3
- Volume 4: 14/05/2012, ISBN 978-4-04-728083-0
- Volume 5: 15/01/2013, ISBN 978-4-04-728631-3
- Volume 6: 14/01/2014, ISBN 978-4-04-729396-0

#### Outros
- Shirley: 07/03/2003, ISBN ISBN 4-7577-1313-4
- Mori Kaoru Shuuishuu - Anything and Something: 27/02/2012, ISBN 978-4-04-727824-0
- Shousetsu Emma, volume 1: 22/03/2005, ISBN 4-7577-2209-5
- Shousetsu Emma, volume 2: 29/10/2005, ISBN 4-7577-2490-X
- Emma Victorian Guide: 25/11/2003, ISBN 4-7577-1643-5
- Emma Animation Guide, volume 1: 24/10/2005, ISBN 4-7577-2446-2
- Emma Animation Guide, volume 2: 30/01/2006, ISBN 4-7577-2597-3
- Emma Animation Guide, volume 3: 25/05/2006, ISBN4-7577-2788-7

### Datas de publicação e informações das yomikiris (oneshots)

#### Shirley
- Mary Banks: 13/08/2000, fanzine
- Boku to Nelly to Aru Hi no Gogo (Uma tarde comigo e Nelly): 03/05/2000, fanzine

#### Shirley Medison
- Primeiros capítulos: 10/2006, Comic Beam Fellows! Vol.2
- Capítulo Okyuuryou (お給料): 04/2010, Fellows! 10B
- Capítulo Rusuban (留守番): 06/2010, Fellows! 11B
- Capítulo Todokemono (届け物) : 03/2013, Harta Vol.2
- Capítulo Onegai (お願い): 04/2013, Harta Vol.3
- Capítulo High-heel: 05/2014, Harta Vol.14

#### Mori Kaoru Shuuishuu - Anything and Something
- Oyashiki e Youkoso Danna-sama! (お屋敷へようこそ旦那様!): 04/2011, Fellows! Vol.16D
- Mieru you ni Natte Koto (見えるようになったこと): 12/2006, Megane Fellows!
- Burrow Gentlemen's Club: 06/2011, Bunny Fellows!
- Baggy-chan: Costume Fellows! 2011
- Mukashi Katta Mizugi (昔買った水着): 08/2009, Swimsuit Fellows! 2009
- Claire-san no Nichijou Chahanji (クレールさんの日常茶飯事 第二話): 06/2009, Fellows! Shoushuuhen Otoyomegatari & Ran to Haiiro no Sekai
- Cover Story: 04/2009, Fellows! Vol.4
- Maudlin Baker: 06/2009, Maid Fellows!
- Fellows! to Watashi: 07/2011, Fellows! Vol.17
- Sumire no Hana (すみれの花): 09/2004, Comic Beam, roteiro de Satoshi Fukushima.

#### Outros
- Gazelle: 08/2012, Silent Fellows!

### Versões não-japonesas de Otoyomegatari
- A Bride's Story, editora Yen Press, inglês, capa dura

1. 31/05/2011, ISBN 978-0-316-18099-3
2. 25/10/2011, ISBN 978-0-316-19446-4
3. 27/03/2012, ISBN 978-0-316-21034-8
4. 22/01/2013, ISBN 978-0-316-23203-6
5. 24/09/2013, ISBN 978-0-316-24309-4
6. previsto para 28/10/2014, ISBN 978-0-316-33610-9

- Bride Stories, editora Ki-oon, francês

1. 06/06/2011, ISBN 978-2-355-92274-9
2. 08/09/2011, ISBN 978-2-355-92308-1
3. 08/12/2011, ISBN 978-2-355-92337-1
4. 13/09/2012, ISBN 978-2-355-92435-4
5. 12/10/2013, ISBN 978-2-355-92577-1
6. 20/03/2014, ISBN 978-2-355-92655-6

- Bride Stories - Latitudes, editora Ki-oon, francês, edição de bolso

1. 02/10/2012, ISBN 978-2-355-92450-7
2. 23/02/2013, ISBN 978-2-355-92496-5
3. 27/06/2013, ISBN 978-2-355-92547-4
4. 10/10/2013, ISBN 978-2-355-92585-6
5. 09/01/2014, ISBN 978-2-355-92636-5
6. 20/03/2014, ISBN 978-2-355-92656-3

- I Giorni della Sposa, editora J-Pop, italiano

1. 26/05/2011, ISBN 978-88-6634-048-5

- Young Bride's Story, editora Tokyopop Gmbh, alemão

1. 14/07/2011, ISBN 978-3-842-00229-6

- The Bride's Stories, editora Level Comics (Elex Media), indonésio

1. 11/05/2011, ISBN 978-602-00-0075-6

- 신부이야기, editora 大元出版, coreano

1. 26/05/2010, ISBN 978-892-52-6270-3

- 姊嫁物語, editora 台灣角川, chinês (Taiwan)

1. 14/05/2010,  ISBN 978-975-03-0723-2

- เจ้าสาวแห่งทางสายไหม, editora SIAM INTER COMICS （Siam Inter Multimedia), tailandês

1. 20/02/2012, ISBN 978-6-160-11366-8

- Opowieść Panny Młodej, editora Studio JG, polonês

1. 20/06/2013

### Versões não-japonesas de Emma
- Emma, editora Ki-oon, francês, coleção latitudes

1. 25/10/2012, ISBN 978-2-355-92451-4

- Emma, editora Kurokawa, francês

1. 08/03/2007, ISBN 978-2-351-42177-2

- Emma, editora CMX, inglês

1. 20/09/2006, ISBN 978-1-401-21132-5

- Emma, editora Level Comics (Elex Media), indonésio

1. ISBN 978-9-792-70470-9

- Emma, editora Studio JG, polonês

1. 22/11/2013

- Emma - Eine viktorianische Liebe, editora Tokyopop Gmbh, alemão

1. 08/2006, ISBN  978-3-86580-685-7

- 艾瑪, editora Kadokawa Media (Taiwan), chinês

1. 16/08/2005

- Emma, editora Planeta DeAgostini Comics, espanhol

1. 10/2006

### Versões não-japonesas de Shirley
- Shirley, editora CMX, inglês

1. 15/07/2008, ISBN 978-1-401-21777-8

- Shirley, editora Level Comics (Elex Media), indonésio

1. 03/06/2009, ISBN 978-9-792-75156-7

- 雪莉, editora Kadokawa Media (Taiwan), chinês

1. 16/02/2007

### Versões não-japonesas de Mori Kaoru Shuuishuu - Anything and Something
- Kaoru Mori: Anything and Something, editora Yen Press inglês,,

1. 11/12/2012, ISBN 978-0-316-22913-5

- Anything and Something: Kaoru Mori's Short Story Collection, editora Level Comics (Elex Media), indonésio

1. 16/04/2014, ISBN 978-6-020-23534-9